# Joachim Barrande
Joachim Barrande, född 11 augusti 1799 i Saugues, Haute-Loire, död 5 oktober 1883 på slottet Frohsdorf, Niederösterreich, var en fransk geolog och paleontolog, verksam i Böhmen.
Barrande genomgick École Polytechnique i Paris och blev sedan lärare för greven av Chambord (Henrik V). Efter julirevolutionen (1830) följde han den kungliga familjen i landsflykt och bosatte sig därefter i Böhmen. Till en början arbetade han där som ingenjör och ledde byggandet av Böhmens första järnväg, men ägnade sig snart uteslutande åt geologisk och paleontologisk forskning, huvudsakligen över Böhmens silurbildningar. Efter att ha offentliggjort flera mindre arbeten över Böhmens brachiopoder och graptoliter m.m. började han utgivandet av sitt huvudarbete, Système silurien du centre de la Bohême (1852-87). Verket, vars utgivande efter hans död fortsattes av Böhmisches Landesmuseum i Prag, omfattar åtta volymer, delvis dubbelvolymer, tillsammans 26 band i stor kvart. Av särskilt stort värde är den del som behandlar trilobiterna.
En mycket stor uppmärksamhet väckte Barrandes teori om de så kallade kolonierna, översiluriska fossil i undersiluriska lager; den framkallade ett häftigt motstånd och gav anledning till en mängd stridsskrifter, av vilka emellertid framgått, att "kolonierna" är endast delar av översiluriska skikt, som genom förkastningar nedsänkts i undersiluriska.
Av vikt för den svenska geologin var Barrandes Parallèle entre les dépots siluriens de Bohême et de Scandinavie; där finner man nämligen åtskilliga ej på annat sätt offentliggjorda uppgifter, grundade på muntliga och skriftliga meddelanden från den svenske paleontologen Nils Peter Angelin.
Barrandes liv i Böhmen förflöt lugnt och stilla; han hade själv ytterst små personliga behov och offrade för vetenskapen sin icke obetydliga förmögenhet. Hans rika paleontologiska samlingar, hopförda av en fast stab medarbetare och samlare, överlämnades enligt testamentariskt förordnande till Böhmisches Landesmuseum. Han tilldelades Wollastonmedaljen 1857 och invaldes 1870 som utländsk ledamot av Kungliga Vetenskapsakademien.
Asteroiden 5958 Barrande är uppkallad efter honom.